# Ordre de Blücher
L'Ordre de Blücher (en allemand : Blücher-Orden) et la Médaille Blücher (Blücher-Medaille) sont des décorations militaires de la République démocratique allemande. Elles n'ont jamais été décernées.
Elles devaient être décernées pour « bravoure à la guerre » comme ordre ou médaille, d'or, d'argent et de bronze. Elles sont nommés d'après Gebhard Leberecht von Blücher, un maréchal prussien qui commanda l'armée prussienne contre Napoléon Ier. L'ordre est en forme de croix avec le médaillon de Blücher en son milieu, encadré d'une couronne de chêne ouverte. Le revers porte l'inscription POUR LA BRAVOURE au-dessus des armoiries de la République démocratique allemande. La médaille comporte la même croix et le même médaillon.
L'Ordre de Blücher et la Médaille Blücher sont créés le 18 septembre 1968 par Walter Ulbricht, président du Conseil d'État de la RDA ; ces distinctions disparaissent avec la RDA en 1990.

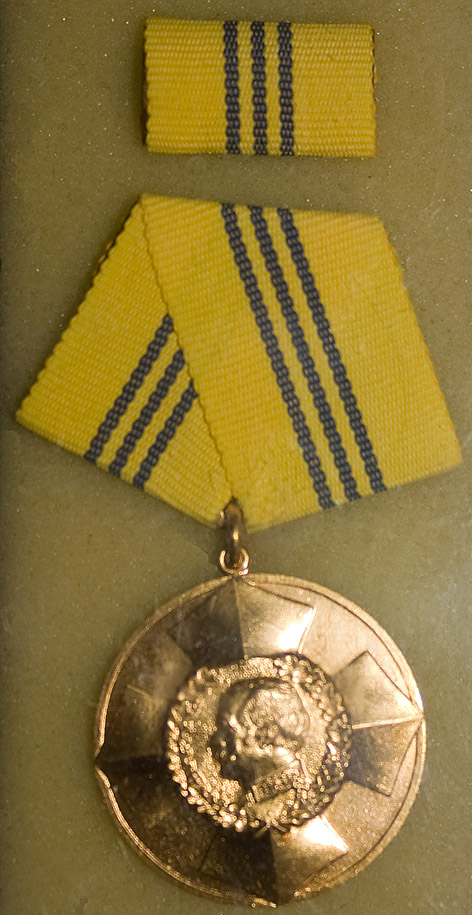
Médaille Blücher en or
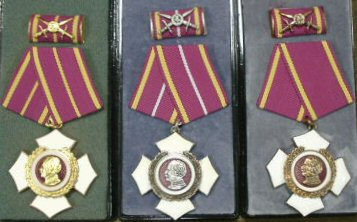
Ordre de Blücher, en or, argent et bronze.

Ni l'ordre ni la médaille n'ont été décernés, la RDA n'ayant jamais participé à des actes de guerre. Pour une telle éventualité cependant, la Nationale Volksarmee en a commandé et stocké  en grand nombre. Ces décorations sont fabriqués en secret par le VEB Präwema à Markneukirchen, où les modèles étaient soigneusement mis sous clé. L'existence de ces récompenses n'est connue qu'après la chute du Mur. Des copies se trouvent  au Musée d'histoire militaire de Dresde, à l'aérodrome de Berlin-Gatow, à la forteresse danoise de Langelandsfort. La médaille est exposée au mémorial du Point Alpha.

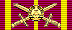
Ruban, or.
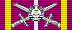
Ruban, argent.
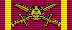
Ruban, bronze.